# AS Roma 1976/1977
Sezon 1976/1977 klubu AS Roma.

## Sezon
W sezonie 1976/1977 nastąpiły duże zmiany w Romie. Odszedł weteran Franco Cordova, natomiast rozbłysły gwiazdy Bruno Contiego wracającego z wypożyczenia do Genoi i Agostino Di Bartolomei (wypożyczony do Lanerossi Vicenza). Roma zakończyła sezon na 8. miejscu w tabeli.

## Rozgrywki
- Serie A: 8. miejsce
- Puchar Włoch: 1. runda

## Skład i ustawienie zespołu
| W SEZONIE 1976/1977    |         |                |       |      |
| Imię i nazwisko        | Kraj    | Data urodzenia | Mecze | Gole |
| Trener                 |         |                |       |      |
| Nils Liedholm          | Szwecja | 08.10.1922     |       |      |
| Bramkarze              |         |                |       |      |
| Paolo Conti            | Włochy  | 01.04.1950     | 29    | 0    |
| Francesco Quintini     | Włochy  | 1952           | 2     | 0    |
| Obrońcy                |         |                |       |      |
| Giacomo Chinellato     | Włochy  | 29.06.1955     | 19    | 0    |
| Domenico Maggiora      | Włochy  | 14.01.1955     | 19    | 0    |
| Leonardo Menichini     | Włochy  | 12.11.1953     | 25    | 0    |
| Franco Peccenini       | Włochy  | 16.08.1953     | 14    | 0    |
| Francesco Rocca        | Włochy  | 02.08.1954     | 7     | 0    |
| Mauro Sandreani        | Włochy  | 26.09.1954     | 13    | 0    |
| Sergio Santarini       | Włochy  | 10.09.1947     | 30    | 0    |
| Pomocnicy              |         |                |       |      |
| Guglielmo Bacci        | Włochy  | ?              | 7     | 0    |
| Loris Boni             | Włochy  | 1954           | 27    | 0    |
| Bruno Conti            | Włochy  | 13.03.1955     | 29    | 2    |
| Giancarlo De Sisti     | Włochy  | 13.02.1943     | 28    | 2    |
| Agostino Di Bartolomei | Włochy  | 08.04.1955     | 29    | 8    |
| Walter Sabatini        | Włochy  | 02.05.1955     | 10    | 0    |
| Napastnicy             |         |                |       |      |
| Giuliano Musiello      | Włochy  | 12.01.1954     | 29    | 7    |
| Stefano Pellegrini     | Włochy  | ?              | 14    | 1    |
| Pierino Prati          | Włochy  | 13.12.1946     | 20    | 4    |